# Austropotamobius pallipes
Austropotamobius pallipes е вид десетоного от семейство Astacidae. Видът е застрашен от изчезване.

## Разпространение и местообитание
Разпространен е в Австрия, Босна и Херцеговина, Великобритания (Северна Ирландия), Германия, Испания, Италия, Словения, Франция (Корсика), Хърватия, Черна гора и Швейцария. Внесен е в Ирландия и Лихтенщайн.
Обитава сладководни басейни, реки, потоци и канали.

## Описание
Популацията на вида е намаляваща.